# Stephen Martin
Stephen A. Martin  es un psicólogo y analista junguiano norteamerciano.

## Formación académica
Doctorado en la Universidad Hahnemann de Filadelfia, ha trabajado en la práctica privada en Ardmore desde hace cuarenta años. Formado en el C.G. Jung-Institut Zürich, ha tenido como mentores y maestros a diversos colegas y estudiantes de Jung, como Liliane Frey-Rohn, Marie-Louise von Franz, Jolande Jacobi, Barbara Hannah, Aniela Jaffé, C. A. Meier, Heinrich Fierz y James Hillman, entre otros.

## Obra
En 2003 fundó la Philemon Foundation junto con al historiador británico Sonu Shamdasani, cuyo finalidad consiste en hacer público material inédito del psiquiatra Carl Gustav Jung. En 2009 editó el tan esperado Libro rojo escrito por Jung aproximadamente entre 1914 y 1930. Aunque bien conocido por su título, hasta dicho año sus contenidos habían permanecido ocultos al público y a los psicoterapeutas en ejercicio.
También cofundó y fue presidente de la Philadelphia Association of Jungian Analysts, así como del Philadelphia Jung Seminar y el Jung Institute of Philadelphia.

### Listado de obras[5]
Artículos
- The Creative Process and Healing. En Psychological Perspectives: A Semi-Annual Review of Jungian Thought, Spring 1980, pp. 30-37.
- Anger as Inner Transformation. En Quadrant: Journal of the C. G. Jung Foundation, Vol. 19, No. 1, 1986, pp. 31-46.
- Martin Ramirez: Psychological Hero. En The Heart of Creation: The Art of Martin Ramirez. Philadelphia: Moore College of Art, 1986, pp. 28-40.
- Tom Chimes: A Personal Odyssey. En Tom Chimes, A Compendium: 1961-1986. Philadelphia: Moore College of Art, 1986, pp. 6-12.
- East of the Sun and West of the Moon: A Norwegian Fairy Tale, inédito, 1990
- Hermes and the Experience of Depth Psychotherapy, inédito, 1990.
- Meaning in Art. En Quadrant: The Journal of Contemporary Jungian Thought, Vol. 23, N.º 1, 1990 pp. 67-84.
- Introducción. En Lingering Shadows: Jungian, Freudians and Anti-Semitism. Aryeh Maidenbaum y Stephen A. Martin (eds.). Boston: Shambala Press, 1991, pp. 1-13.
- Smaller than Small, Bigger than Big: The Role of the "Little Dream" in Individuation. En Quadrant: The Journal of Contemporary Jungian Thought, Vol. 25, N.º 2, 1992, pp. 31-42.
- The Architecture of the Soul: The Use of Myth and Fairy Tale in Depth Psychology. En Architecture of the Soul: The Use of Myth and Fairy Tale in Depth Psychology. Berwyn: The Round Table Press, 1992, pp. 5-15.
- The King and the Corpse: An Ancient Parable for a Modern Predicament. En Mirrors of Transformation: The Self in Relationship. Berwyn: The Round Table Press, 1995, pp. 40-65.
- The Genius of Archibald Knox. En Style 1900, Vol. 11, No. 2, Spring 1998, pp. 38-43.
- Great Clocks by Archibald Knox. En Style 1900, Vol. 13, No. 3, August 2000, pp. 24-30.
- Garden Pottery by Archibald Knox. En Style 1900, Vol. 15, No. 1, February 2002, pp. 70-75.
- Reflections on Archibald Knox: The Inaugural Lecture of the Archibald Knox Society. En The Journal of the Archibald Knox Society, Vol. 1, February 2008, pp. 20-2.
- In Them the Master’s Imagination Divined: The Jewellery Designs of Archibald Knox. En The Journal of the Archibald Knox Society, Vol. 2, July 2009, pp. 42-51.

Libros editados
- Introducción. En Lingering Shadows: Jungian, Freudians and Anti-Semitism. Aryeh Maidenbaum y Stephen A. Martin (eds.). Boston: Shambala Press, 1991.
- Archibald Knox. (ed.) Stephen A. Martin. London: Academy Editions, 1995.
- Archibald Knox. (ed.) Stephen A. Martin. London: Art Media Press, 2001.
- KNOX, (ed.) Stephen A. Martin. London: Art Media Press, 2019.
- The Art Enamellers, (ed.) Stephen A. Martin, Art Media Press 2021.